# Ribarci
Ribarci (Servisch cyrillisch Рибарци) is een plaats in de Servische gemeente Bosilegrad. De plaats telt 39 inwoners (2002).